# پرستوی گلوسفید
پرستوی گلوسفید (نام علمی: Hirundo albigularis) نام یک گونه از سرده پرستوهای نمادین است.